# Senna rostrata
Senna rostrata är en ärtväxtart som först beskrevs av Carl Friedrich Philipp von Martius, och fick sitt nu gällande namn av Howard Samuel Irwin och Rupert Charles Barneby. Senna rostrata ingår i släktet sennor, och familjen ärtväxter. Inga underarter finns listade i Catalogue of Life.